# بحيرة فولياميني
بحيرة فولياميني (معنى الإسم: "البحيرة الغارقة") هي بحيرة صغيرة ممتلئة بمياه مسوسة تغذيها التيارات الجوفية التي تتسرب عبر الكتلة البنيوية لجبل هيميتوس الواقع جنوب فولياميني، أثينا، اليونان.

## الوصف
تشكلت البحيرة قبل حوالي 2000 عام تقريبا. كان موقع البحيرة في الماضي كهفًا كبيرًا الذي إنهار نتيجة حدوث زلزال في المنطقة. يمكن تمييز الخطوط والحدود لسقف الكهف المنهار بوضوح من مسافة بعيدة.
تتمتع البحيرة بظروف بيئية فريدة تمامًا: فهي مزودة بمياه البحر الدافئة (التي تتراوح درجة حرارتها بين 28-35 درجة مئوية) التي تتدفق عبر قناة تحت الأرض المنتشرة عبر شبكة من الكهوف المغمورة بالمياه، نتيجة لذلك، لا تنخفض درجة حرارتها أبدًا عن 18 درجة مئوية (تتراوح درجة حرارة البحيرة عادة بين 21-24 درجة مئوية)، في نفس الوقت، يصب نبع مياه عذبة في البحيرة، الأمر الذي يسبب بتقليل ملوحة المياه إلى مستويات قليلة الملوحة (14.5-18 رطل / بوصة مربعة).
تستمر حدود البحيرة في العمق الغميق للجبل في كهف تحت الماء الذي لم يتم إستكشافه بالكامل، حيث يبدو أنه من المستحيل تتبع حدود نهاية الكهف، حتى عندما يتم استخدام السونار الكشاف. تم تنفيذ العديد من المهمات الإستكشافية تحت الماء من أجل رسم حدود البحيرة داخل الجبل، وقد غرق عدد من الغواصين الهواة وهم يحاولون إنجاز ذلك.
نظرًا أن درجة حرارة مياه البحيرة الدافئة ثابتة ومحتواها غني بكبريتيد الهيدروجين؛ يقوم العديد من الناس بقضاء وقتهم في البحيرة كمنتجع صحي، حيث نشأ ذلك نهاية القرن التاسع عشر.

## علم البيئة
تستضيف البحيرة مجموعة من شقائق النعمان البحرية التي تعتبر المجموعة الوحيدة الموجودة في صنفها، وهو نوع، (الإسم العلمي: Paranemonia vouliagmeniensis). تم الإعلان عن البحيرة كأثر طبيعي من قبل الدولة اليونانية، وتعتبر البحيرة جزء من ناتورا 2000 .